# Kepler-452b
Kepler-452b – planeta pozasłoneczna w układzie planetarnym gwiazdy typu widmowego G Kepler-452 w gwiazdozbiorze Łabędzia; jest planetą ziemiopodobną.
Planeta została odkryta za pomocą teleskopu Keplera, a jej odkrycie zostało ogłoszone publicznie przez NASA 23 lipca 2015. Jest to pierwsza planeta o wielkości podobnej do Ziemi, krążąca po orbicie leżącej w ekosferze w sąsiedztwie gwiazdy bardzo podobnej do Słońca. Leży w odległości 1400 lat świetlnych od Ziemi. Jej okres obiegu wynosi 385 dni i znajduje się 5% dalej od swojej macierzystej gwiazdy Kepler-452 niż Ziemia od Słońca. Kepler-452 ma 6 miliardów lat, jest więc o 1,5 mld lat starsza od Słońca, ma taką samą temperaturę, średnicę o 10% większą i jest o 20% jaśniejsza. Planeta ma prawdopodobnie masę pięć razy większą od Ziemi, jest od niej o 60% większa, więc siła ciężkości na jej powierzchni jest dwukrotnie większa niż na Ziemi. Od swojej gwiazdy otrzymuje tylko 10% więcej energii niż Ziemia od Słońca, więc jeśli jest tam woda, to może istnieć w stanie ciekłym. Obecnie jest najbardziej podobną do Ziemi ze wszystkich znanych planet, detronizując poprzednią rekordzistkę Kepler-186f.

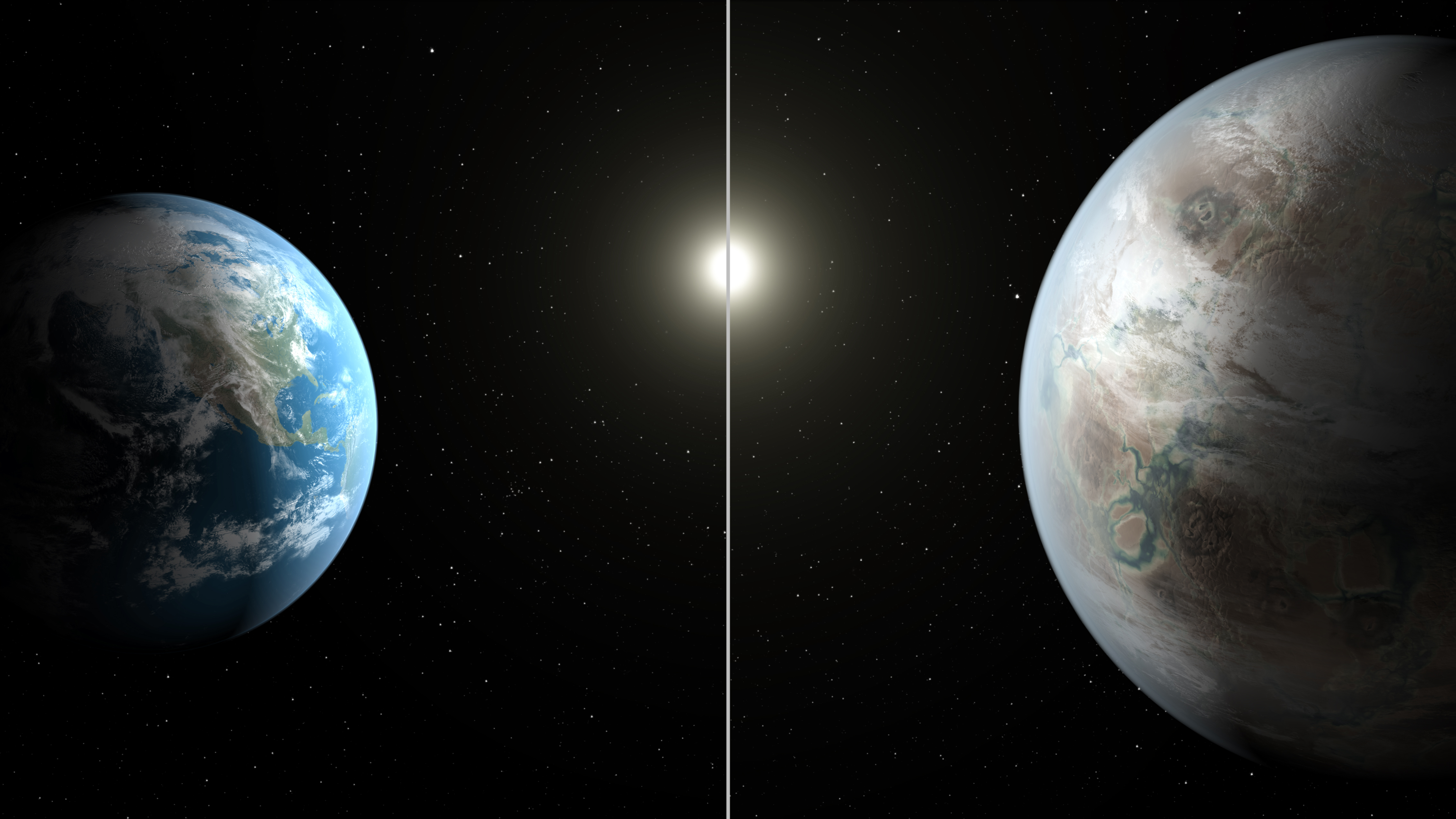
Porównanie wielkości planety Kepler-452b oraz Ziemi oraz gwiazdy Kepler-452 i Słońca (artystyczna wizja)